# 의식에 직접 주어진 것들에 관한 시론
의식에 직접 주어진 것들에 관한 시론(프랑스어: Essai sur les données immédiates de la conscience)은 앙리 베르그손이 그의 박사학위논문을 바탕으로 1889년에 출간한 책이다. 베르그손 철학의 시간＝지속의 관념에 기초를 둔 독자적인 영역이 처음으로 전개된다. 

## 내용
박사 논문으로 씌어진 이 책의 의도는 심리적 영역에 있는 양적 측정의 관점(정신물리학)이나 결정론적 사고(연상심리학)의 오류를 지적하고 이를 통해서 자유를 확증하려는 데 있었다. 따라서 베르그손은 정신물리학이나 심리적 결정론을 일반의 본성 자체를 기계적 결정론 성립의 근원으로서 비판하는 수속을 밟았다. 공간적 표상과 언어＝기호에 의해 성립된 지적 반성＝사고는, 예컨대 물리적 운동을 파악할 때에 등질적(等質的)인 시간과의 대응에서 바라본 공간상의 위치관계로만 파악할 뿐이며, 이러한 등질적 시간은 과정적인 실제의 시간이 아니라 무수한 시점을 포함한 하나의 선(線)으로서 동시성의 시점으로부터 본 시간, 곧 공간화된 시간에 지나지 않는다. 운동의 공간화, 시간의 공간화는 완료된 운동, 경과한 시간에만 겨우 적용이 가능할 뿐이다. 그러므로 사고는 운동 그 자체, 시간 그 자체, 일반적으로는 끊임없이 현재를 살아가고 있는 과정적인 연속성＝지속을 파악하지 못한다. 베르그손은 공간(空間)의 제 특성 ―― 동시성, 정지＝고정, 무한가분(無限可分)과 병존＝상호외재성(相互外在性), 등질성＝양 등 ―― 과는 아무 공통점도 갖지 않았다고 하여 시간＝지속을 공간으로부터 2원론적으로 확실히 구별하고 우리들의 내적·본원적(本源的) 자기인 순수의식을 그러한 지속으로서, 질적인(등질적이 아니고 구체적인) 시간 그 자체로 파악한다. 베르그손에 의하면 결정론은 우리들의 참된 자기와는 관계없는 추상적 장면에서만 성립된다. 그리고 지성이 아니라 직접적인 내감(內感)을 통해서 본원적인 자기와 스스로 일체가 될 때, 우리의 자유로운 본질은 참으로 자유로운 것으로서(적극적＝주체적으로) 살아갈 수 있게 되는 것이다.